# Drogden
Drogden er navnet på farvandet mellem
Amager og Saltholm til øst for Amagers sydspids. Mod nord går Drogden over i farvandet Svælget syd for Middelgrunden (og vindmølleparken), der deler strømmen mellem Hollænderdybet, der går mod nordøst, og Kongedybet, der går vest om grunden. Navnet er af gammel hollandsk oprindelse og hentyder til
løbets ringe dybde. Brede sandflak, der skyder ud fra både Amager og Saltholm, og løse grunde og puller indskrænker farvandet.
I den østlige del af Drogden, syd for Saltholm blev den kunstige ø Peberholm anlagt i 1995 til brug for Øresundsforbindelsen mellem Amager og Skåne, idet øen skulle danne forbindelse mellem tunnelen under Drogden-renden (Øresundstunnelen) i vest og højbroen i øst.
Længst mod syd, øst for sydspidsen af Amager ligger Drogden Fyr, der er et fyrtårn opført i 1937. Mod nord ligger Nordre Røse Fyr.

## Eksterne kilder og henvisninger
1. ↑  Nye plante- og fuglearter på Peberholm Arkiveret 17. juni 2008 hos  Wayback Machine 2770 Tårnby, uge 25.

- Salmonsens om Drogden Arkiveret 25. juni 2011 hos  Wayback Machine

55°37′N 12°42′Ø / 55.617°N 12.700°Ø